# Andrieșeni
Andrieșeni is een Roemeense gemeente in het district Iași.

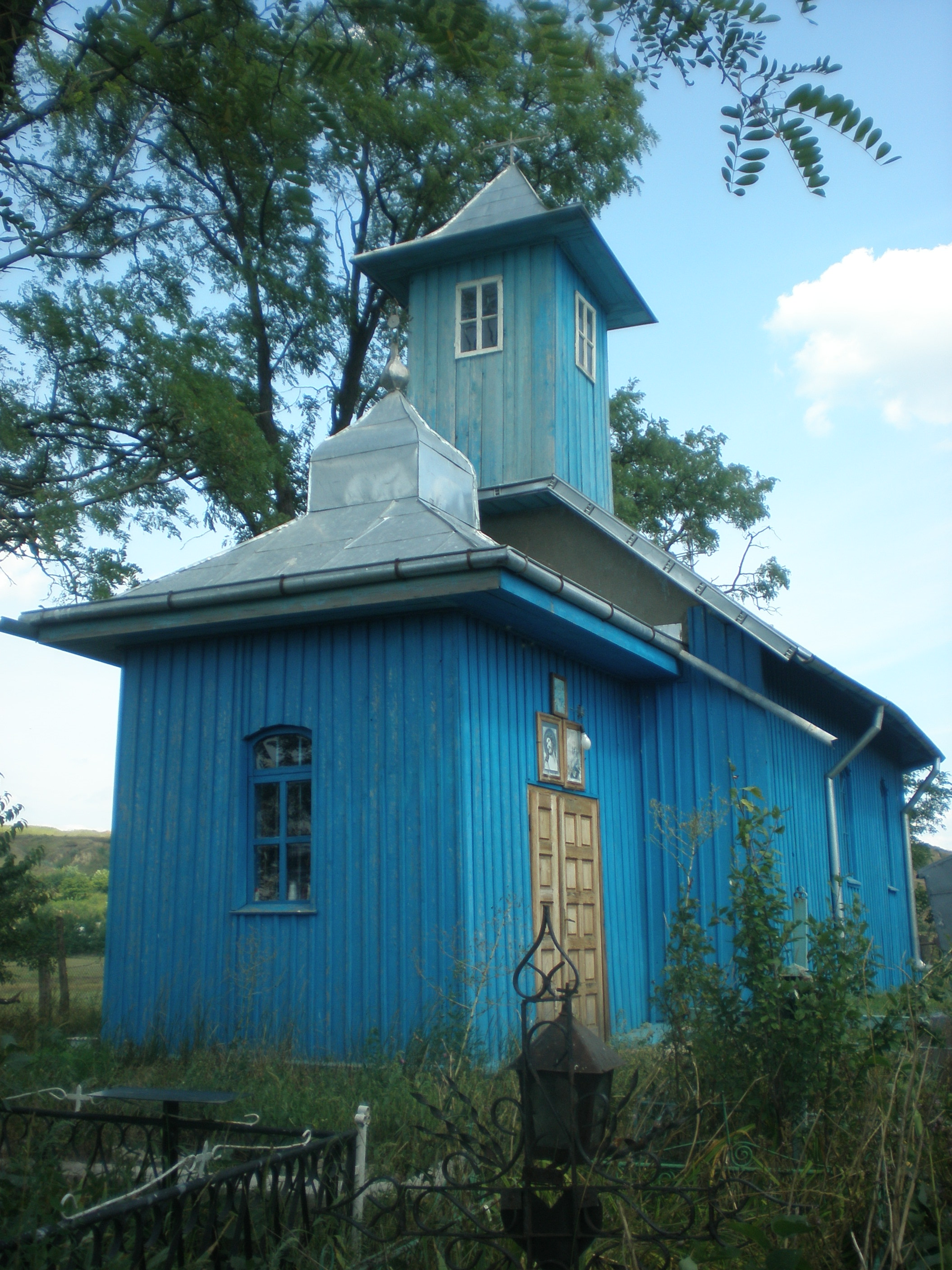
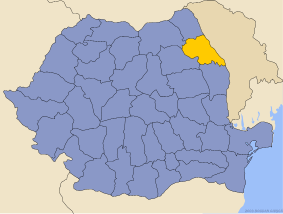
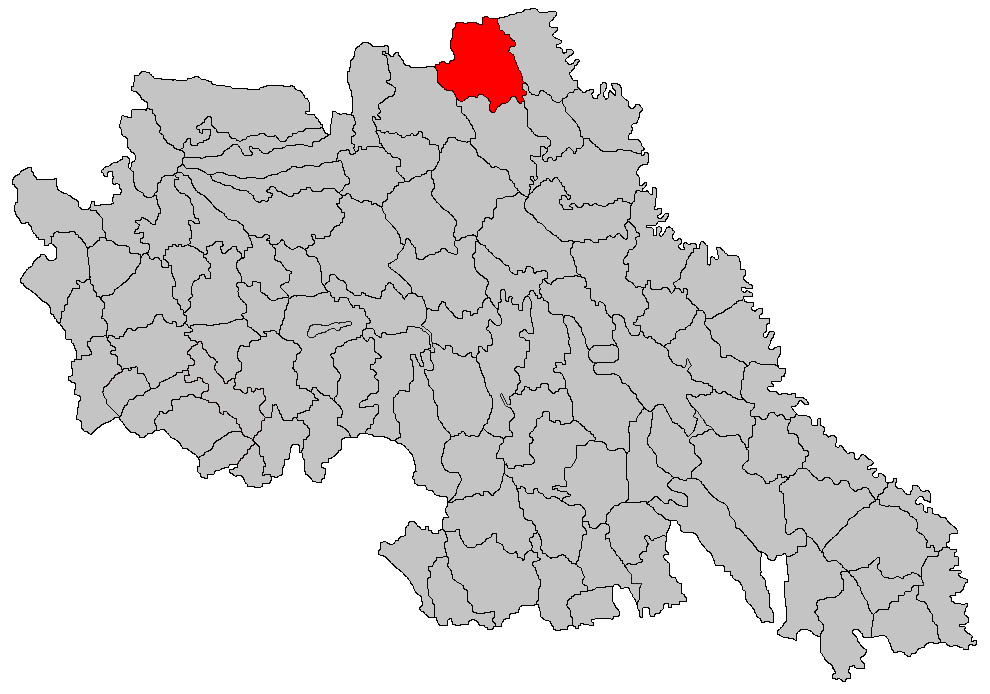

Andrieșeni telt 4420 inwoners.